# 鳳凰直隸廳 (湖南)
鳳凰直隸廳，清代設置的直隸廳。

凤凰厅在湖南省的位置（1820年）

评价：繁，難。鎮筸總兵、辰沅永靖道駐。明為五寨、筸子坪二長官司，隸保靖宣慰使司。康熙四十三年（1704年），改流官置通判，辰沅靖道僉事徙駐。雍正四年（1726年），改鳳凰營。乾隆五十二年（1787年），改鳳凰廳，升通判為同知。嘉慶元年（1796年），升直隸廳。